# Polikrízis
A polikrízis (a francia policryse szóból eredő) kifejezést eredetileg Edgar Morin francia filozófus és szociológus alkotta meg az 1993-ban megjelent Terre-Patrie című könyvében. A polikrízis kifejezést olyan összetett helyzetek leírására használják, amelyben több, egymással összefüggő válság kapcsolódik össze, így azok krízishelyzetben felerősítik egymás hatását. Ellentétben azokkal az egyedi válságokkal, amelyeknek egyértelmű okai és megoldásai lehetnek, a polikrízis egymással átfedésben lévő és szorosan összekapcsolódó problémákat foglal magába, ami hosszabb ideig fennálló és széleskörű instabilitást eredményez. Ez a fogalom tükrözi azokat a növekvő aggodalmakat, amelyek a modern társadalmi, gazdasági, politikai és természeti rendszerek fenntarthatóságával és életképességével kapcsolatosak.
A kifejezést ugyan az 1990-es években alkották meg, a 2020-as években vált igazán népszerűvé, amikor a Covid19-világjárvány, a háború, a megugró adósságszintek, az infláció, az éghajlatváltozás, az erőforrások kimerülése, a növekvő egyenlőtlenség, a mesterséges intelligencia és a szintetikus biológia, valamint a demokratikus visszaesés, vagy más néven autokratizálódás hatásának leírása céljából kezdték el alkalmazni.
A kritikusok szerint ez a fogalom csupán egy divatos kifejezés, vagy éppenséggel elvonja a figyelmet a válságok konkrétabb okairól.

## Háttér és történelmi kontextus
A polikrízis kifejezést először Edgar Morin francia filozófus és szociológus vezette be 1993-ban megjelent Terre-Patrie című könyvében, amelyet Anne-Brigitte Kern társszerzővel közösen írt (és amely 1999-ben Homeland Earth: A Manifesto for the New Millennium címmel jelent meg angol fordításban). Morin gondolkodását a komplexitás tudomány és a rendszerelmélet újonnan kialakuló koncepciói inspirálták, és hangsúlyozta, hogy a modern kihívásokat – legyenek azok természeti, gazdasági, társadalmi vagy kulturális jellegűek – nem lehet elszigetelten kezelni. Úgy érvelt, hogy ezek a válságok egymásba fonódnak és felerősítik egymást, ami domino hatást válhat ki, amennyiben nem holisztikusan, azaz rendszerszinten, hanem részegységenként próbálják őket megoldani.
Morin ezt az elméletét egy jelentős geopolitikai változásokkal teli időszakban dolgozta ki, amelyet a hidegháború vége és a szovjet blokk felbomlása jellemzett. A gazdasági globalizáció gyors térnyerése még inkább rávilágított arra, hogy a nemzetgazdaságok és infrastruktúrák mennyire mélyen összekapcsolódtak egymással, ami még sebezhetőbbé tette a társadalmakat az olyan zavarokkal szemben, amelyek során a helyi események könnyen nemzetközi válságokká duzzadhattak. Ugyanebben az időszakban egyre többen felfigyeltek a környezeti kockázatokra – részben az olyan művek hatására, mint a The Limits the Growth (A növekedés határai,1972) című kiadvány –, miközben az ózonréteg elvékonyodása és az éghajlatváltozással kapcsolatos aggodalmak rávilágítottak arra, hogy az emberiség milyen mértékben függ a bolygó azon erőforrásaitól, amelyek számára létfontosságúak.
Mivel ezek a válságok szorosan összekapcsolódnak egymással, így az egyik területen alkalmazott megoldások gyakran nem várt következményekkel járhatnak egy másik területre nézve, és ezáltal egy olyan visszacsatolási hurkot hoznak létre, amely tovább súlyosbítja a fennálló helyzetet. Ahogyan Morin megjegyezte, ezeknek az egymásba fonódó válságoknak a hálózata rámutat a társadalmi, gazdasági, politikai és ökológiai rendszerek mélyebb szerkezeti sebezhetőségére.
Bár Morin koncepciója kezdetben némiképp háttérbe szorult, a 21. század elején új lendületet kapott, amikor a kutatók és az intézmények valós időben elkezdték megfigyelni az egymással átfedésben lévő és egymást felerősítő válságokat – ideértve a pénzügyi összeomlásokat, a geopolitikai feszültségeket, az éghajlati válságokat, a növekvő egyenlőtlenséget és közegészségügyi vészhelyzeteket. A 2020-as években a polikrízis kifejezés szélesebb körben is ismertté vált, és rávilágított arra, hogy a modern válságok nem csupán egyidejűleg zajlanak, hanem szerkezetileg összekapcsolódnak, és kölcsönösen erősítik egymást, ezáltal hosszú távon fennálló globális instabilitást eredményeznek.
A polikrízis elméletének hívei hangsúlyozzák a rendszerszintű és egymásra épülő megközelítések szükségességét, amelyek túlmutatnak a hagyományos problémamegoldó módszereken. Miközben az emberiség több, egymással összekapcsolódó válsággal küzd egyidejűleg, a polikrízis felismerése rávilágít a kihívás súlyosságára és annak lehetőségére, hogy új, együttműködésen alapuló és fenntartható megoldásokat dolgozzunk ki.

## Összetevői

### Ökológiai túllépés és a növekedés határai
A polikrízis fogalma összhangban áll a Limits to Growth (A növekedés határai) című jelentésben megfogalmazott figyelmeztetésekkel, amelyek szerint a kontroll nélküli gazdasági növekedés és az erőforrás-felhasználás végül meghaladja majd a Föld eltartóképességét. Az emberi ökológiai túllépés – miszerint az emberiség gyorsabb ütemben használja fel az erőforrásokat, mint ahogy azok képesek lennének megújulni – a környezet pusztulásához, éghajlatváltozáshoz és a biológiai sokféleség csökkenéséhez vezetett. Ezek a folyamatok pedig közvetlenül veszélyeztetik a társadalmak stabilitását és fennmaradását.

### Társadalmi-politikai instabilitás
A 20. század végén és a 21. század elején egyre nyilvánvalóbbá vált, hogy a liberális demokráciák belső ellentmondásokkal küzdenek, mint például az egalitárius eszmék és az imperialista gyakorlatok, amelyek aláássák a "szabályokon alapuló" liberális nemzetközi rend vezetőinek legitimitását. A jobboldali populizmus térnyerése és a nyugati társadalmi szerződés hanyatlása arra utal, hogy egyre nagyobb az elégedetlenség a nyugati politikai és gazdasági rendszerekkel szemben. Ezeket a politikai változásokat gyakran tovább erősítik agazdasági egyenlőtlenségek, a nemzeti identitást és a társadalmi státuszt fenyegető vélt veszélyek, valamint a hagyományos politikai elitből való kiábrándulás.

### Technológiai és gazdasági egyenlőtlenségek
A vagyon és a hatalom egy szűk elit réteg kezében összpontosul, ahogyan azt például Douglas Rushkoff Survival of the Richest című műve is bemutatja, és mindez hozzájárul a polikrízishez azáltal, hogy tovább súlyosbítja a társadalmi egyenlőtlenségeket, és aláássa a problémák megoldására irányuló társadalmi szintű cselekvés lehetőségét. A jómódú polgárok és a társadalom többi rétege közötti egyre növekvő szakadék kérdéseket vet fel a jelenlegi gazdasági modellek fenntarthatóságával kapcsolatban, illetve megkérdőjelezi, hogy a technológiai fejlődés igazságos-e a tekintetben, hogy annak előnyeit elsősorban a hatalmon lévő elit élvezheti.

### Filozófiai és egzisztenciális dimenziók
A polikrízis magában foglalja az emberiség világban betöltött szerepével kapcsolatos mélyebb, filozófiai számvetést is. Ahogyan azt Vanessa Machado de Oliveira a Hospicing Modernity című művében megfogalmazta, egyre többen tudatára ébrednek annak, hogy az emberi irányítás korlátozott és egyre többen felismerik azt, hogy szembe kell nézni az ökológiai és biológiai világ valóságával. Ez alapjaiban megkérdőjelezi azokat az antropocentrikus és individualista narratívákat, amelyek történelmileg a nyugati gondolkodás alapját képezik.

## Az egymással összefonódó válságok típusai
Számos kutató különbséget tesz a polikrízis keretein belül a különböző válságtípusok vagy "rétegek" között. Ezek a tipológiák rávilágítanak arra, hogy a válságok hatóköre, időtartama és strukturális hatása eltérő lehet, ugyanakkor gyakran átfedésben vannak egymással, és ezáltal még összetettebb rendszerszintű kihívásokat hoznak létre.

### Permakrízis
A permakrízis egy elhúzódó instabil állapot, amelyben a válságokat nem sikerül megszüntetni, hanem kvázi állandóvá válnak. Ezt a kifejezést olyan régóta fennálló helyzetek leírására használják, mint például a társadalmi-gazdasági egyenlőtlenségek, a környezet folyamatos pusztulása vagy a globális demokrácia hanyatlása. Mivel a permakrízisek általában normalizálják a hosszabb ideje fennálló bizonytalanságot, idővel minden szinten kimerítik mind az intézményeket, mind pedig a társadalmat, csökkentve ezáltal a politikai akaratot és a közösség arra való képességét, hogy hosszú távon megoldja a problémákat.

### Metakrízis
A metakrízis a társadalmak alapvető korszellemét és kulturális narratíváit érinti, beleértve azok politikai, gazdasági vagy filozófiai rendszereit. Egy helyi vagy ágazatspecifikus válsággal ellentétben a metakrízis megkérdőjelezi az uralkodó rendszerek jogszerűségét vagy életképességét. Példák erre a liberális demokrácia vagy a neoliberális kapitalizmus rendszerkritikái, amelyek az egyenlőségről szóló eszmék és a valóságban megtapasztalható, kizsákmányoló gyakorlatok közötti ellentmondásokból fakadnak. Hasonlóképpen, az antropocentrizmus filozófiai kritikája - amely az emberiség természethez való viszonyát kérdőjelezi meg - szintén metakrízisnek tekinthető. Mivel a metakrízis együtt jár a világnézet átalakulásával, szakpolitikai vagy technikai megoldásokkal nem lehet könnyen kezelni, és gyakran mélyebb kulturális és erkölcsi szintű változásokat tesznek szükségessé.

### Rendszerszintű válság
A rendszerszintű válságok akár teljes gazdasági, ökológiai, vagy infrastrukturális rendszereket is megbolygathatnak, és gyakran gyors láncreakciót indítanak el, egyszerre több területen. Például a globális ellátási láncok összeomlása - amint azt a COVID-19 világjárvány során megtapasztaltuk - régiószintű fennakadásokat eredményezett, és világszerte áruhiányhoz és gazdasági problémákhoz vezetett. Hasonlóképpen a geopolitikai feszültségek okozta energiaválságok globális piacokra gyakorolt hatásai inflációt és társadalmi bizonytalanságot gerjeszthetnek. A rendszerszintű válságok rávilágítanak arra, hogy a modern hálózatok milyen szorosan összekapcsolódnak egymással, ennek következtében egy adott ponton bekövetkező hiba gyorsan tovagyűrűzhet az egész rendszerben.

## Globális polikrízis
A polikrízis fogalmának kiterjesztése a "globális polikrízis", amely túllépve a helyi vagy nemzeti határokon, a világszintű összefonódásokat hangsúlyozza. Bár Edgar Morin már az 1990-es években megfogalmazta az egymással összefüggő válságok gondolatát. 
</ref>, 1993), a későbbi szerzők a 2000-es és a 2010-es években finomították és formálisan is meghatározták ezt a koncepciót. Többek között például Boudewijn R. Haverkort (2009), aki a "globális polikrízis" fogalmát használta az ökológiai, társadalmi és gazdasági feszültségek összekapcsolódásának leírására, és egy több tudományterületet is magába foglaló, átfogó megközelítést javasolt. Silent Taurayi (2011) elemezte az éghajlatváltozás, az energia- és az élelmiszerválságok összefonódását, és agroökológiai stratégiákat javasolt a reziliencia növelésének céljából. Mark Swilling (2013) azt vizsgálta, hogyan kapcsolódnak össze a hosszú távú gazdasági ciklusok és a környezeti nyomások, amik mind hozzájárulnak a globális rendszerek sérülékenységéhez. A Cascade Institute kutatói, mint például Thomas Homer-Dixon, arra figyelmeztettek, hogy a természeti és társadalmi rendszerek közötti visszacsatolási hurkok felerősödhetnek, ezért nemzetközi kutatási programra van szükség ahhoz, hogy megfelelően kezeljük a globális polikrízist.
A COVID-19 világjárvány és az azt követő globális zavarok idején a globális polikrízis fogalma egyre nagyobb figyelmet kapott az agytrösztök és a nemzetközi szervezetek körében. Az ENSZ Fejlesztési Programjának (UNDP) jelentései ezt a keretrendszert az antropocén korszak kihívásaival kapcsolták össze, beleértve az éghajlatváltozást, a világjárványokat és a technológiai kockázatokat. Olyan közgazdászok, mint Adam Tooze is, népszerűsítették ezt a kifejezést, rámutatva, hogy az egészségügyi válságok, a gazdasági hanyatlások és a politikai megosztottság hogyan erősítik egymás hatásait, miközben új típusú globális válságokat hoznak létre. Ennek következtében a globális polikrízis fogalma nemcsak azt írja le, hogy az emberiséget mennyire összetett és milyen léptékű veszélyek fenyegetik, hanem rávilágít arra is, hogy példátlan szintű nemzetközi együttműködésre, rendszerszintű gondolkodásra és intézményi reformokra lenne szükség ahhoz, hogy az emberiség képes legyen hatékonyan kezelni a válságokat.
A globális polikrízisről akkor beszélhetünk, amikor számos globális rendszer több féle válságai oly mértékben kapcsolódnak össze és hatnak egymásra, hogy az jelentősen rontja az emberiség fennmaradásának jövőbeli kilátásait. Ezek az egymással kölcsönhatásba lépő kisebb válságok együttesen jelentősen nagyobb károkat okozhatnak, mint amit külön-külön, alapvető rendszereik mély összekapcsolódása nélkül okoznának.
A polikrízis fogalma mögött megbúvó legfőbb aggodalmunk abból fakadhat, hogy egy globális rendszerben bekövetkező válság láncreakciószerű hatásokat válthat ki, amelyek más globális rendszerekre is átterjedhetnek, és ott újabb válságokat okozhatnak vagy súlyosbíthatják a már meglévőket. A globális válságok egyre ritkábban fordulnak elő elszigetelt formában. Ugyanis folyton kölcsönhatásba lépnek egymással, így az egyik válság növeli egy másik válság kialakulásának valószínűségét és súlyosbítja az összhatásaikból adódó károkat. A polikrízis fogalma tehát abból a szempontból is igen hasznos, hogy kiemeli, mondhatni felnagyítja a globális rendszereket érintő válságok közötti ok-okozati összefüggéseket és azok hatásait. E meghatározásnak több kulcsfontosságú jellemzője van:
A kockázatoktól a válságokig: A kockázatok olyan kölcsönösen tudatos, megismerésen alapuló állapotok, amelyek a jövőben bekövetkező károk lehetőségére utalnak (Holton 2004). Amikor ez a lehetőség az ok-okozati összefüggés keretei között a valóságban is megtapasztalható károkká alakul át, az már valódi válságot eredményezhet. A válság egy olyan hirtelen (tehát nem lineáris) esemény vagy eseménysorozat, amely rövid idő alatt jelentős mértékben csökkenti emberek sokaságának a jóléti életkörülményeit (Homer-Dixon et al. 2015). Ezen meghatározás alapján a kubai rakétaválság valójában nem is volt igazi válság, sokkal inkább egy válság (nukleáris háború) veszélyének kockázatait teremtette meg, amit szerencsére végül sikerült elkerülni. Amint azt a továbbiakban részletesebben tárgyalni fogjuk, maga a polikrízis a kockázatok egy különleges típusának, a rendszerszintű kockázatnak a kialakulásából ered, amelynek során egy kisebb probléma rendkívül gyorsan elterjed egy adott rendszerben, majd gyakran tovább gyűrűzik más rendszerekbe.
Felmerülő károk és következmények: A polikrízis fogalma kiemeli a válságok, több globális rendszert is érintő ok-okozati összefüggéseit. Amikor az összetett rendszerek ilyen mélyen összekapcsolódnak egymással, az ebből eredő megnyilvánulásaik (beleértve az emberekre gyakorolt hatásukat) eltérnek azoktól a hatásoktól, amelyek külön-külön, ezen kölcsönös függőség hiányában jelentkeznének. Nem arról van szó, hogy a több globális rendszerben fellépő válságok együttes káros hatásai egyszerűen összeadódnak; hanem arról, hogy ez a kölcsönhatás jelentős mértékben megváltoztatja az összhatásukat. Ezeknek az összetett válságoknak (vagyis a polikrízisnek) a dinamikája és hatásai pedig új jelenségek formájában mutatkoznak meg. Elméletileg ezek a kölcsönhatások súlyosbíthatják vagy akár enyhíthetik is az összekapcsolódó válságokból eredő újszerű károkat. Elképzelhető például, hogy az internetes kommunikációs hálózatok meghibásodása megakadályozza egy tőzsdei pánik elterjedését. Mégis, valószínűbbnek tűnik, hogy a rendszerszintű válságok közötti ok-okozati kölcsönhatások inkább súlyosbítani fogják, mintsem enyhíteni az összességében megjelenő hatásokat.
Léptéke: Elvileg a polikrízis bármilyen léptékben előfordulhat, ahol több rendszerszintű kockázat lép kölcsönhatásba egymással. A károkat és következményeket egymásra halmozva megjelenhet akár egyetlen szervezetnél, de akár egy ország több társadalmi rendszerének összeomlását is eredményezheti, sőt még annál nagyobb léptékben is előfordulhat. Egy globális polikrízis olyan mértékben bontakozhat ki és terjedhet el a fizikai világunkban, amely az egész bolygót és/vagy az emberi civilizációt is érintheti. Mindemellett nem egyértelmű és vitatható is egyben, hogy vajon hol van az a határvonal, amin átlépve, ezen meghatározás szerint egy válság valóban globális válsággá alakul. Mégis fontos különbséget tenni a globális léptékben megjelenő polikrízisek és azon válságok között, amelyek regionális, kontinentális, nemzeti vagy helyi szinten zajlanak.
A károkozás határvonala: Globális léptékben a polikrízis olyan mértékű károkat okozhat, amelyek jelentősen ronthatják az emberiség jövőbeli kilátásait. Ez a károkozás (amelynek a mértékére vonatkozó határvonala nem minden esetben egyértelmű) magába foglalhatja az azonnali, hatalmas veszteségeket, de a jövőben tartós és széles körű életszínvonal-csökkenést is eredményezhet. Ezen a határvonalon átlépve az emberi jólét fenntartásának és javításának lehetőségei drasztikusan lecsökkennek. A legszélsőségesebb esetben egy globális polikrízis egzisztenciális kockázatot is jelenthet, amely hasonló egy nagy aszteroidabecsapódás vagy egy jelentős nukleáris háború következményeihez, amely az emberiség teljes pusztulását okozná. Vagy a polikrízis átlépheti a globális katasztrófakockázat valamivel enyhébb (de még mindig súlyos következményekkel járó) határvonalát. Egyes szakemberek ezt egyfajta küszöbérték formájában, számszerűen határozzák meg, mint például egy olyan eseményt, amely során az emberi népesség 10 (Cotton-Barratt et al. 2016) vagy 25 (Kemp et al. 2022) százaléka is elpusztulhat. Míg mások minőségi szempontból határozzák meg a katasztrófakockázatot, mint egy olyan eseményt, amely az emberi civilizáció összeomlását okozná (GCRI, n.d.). A polikrízis káros hatásai elérhetik, de nem feltétlenül lépik át ezeket a határvonalakat; ugyanakkor mindenképpen magukban foglalják az emberi népességszám csökkenésének és a megszokott életmód megszűnésének a lehetőségét.

## Válaszok és kritika
A polikrízis narratívájának kritikusai szerint ez a fajta megközelítés fatalizmushoz és tétlenséghez vezethet, mivel a problémák összetettsége és összekapcsolódása miatt a cselekvés lehetősége kilátástalannak tűnhet.
A technológiai szféra különböző gondolkodói és vezetői, különösen a hatékonyság fokozásának hívei, élesen bírálták a polikrízishez kapcsolódó elképzeléseket. Szerintük az emberiséget érintő problémák túlnyomó többségét, ha nem is mindegyiket, úgy lehetne megoldani, ha tovább folytatódna a gazdasági növekedés, és mielőbb alkalmaznák a technológiai fejlődés vívmányait. Marc Andreessen kockázati tőkebefektető és technológiai nagyvállalkozó 2023-ban közzétette a Techno-Optimist Manifesto című írását, amelyben azt állítja, hogy a technológia teremti meg a jólétet és a boldogságot, így a fejlődés és innováció felgyorsítása a lehető legjobb stratégia a kihívások kezelésére.
Az ellenségeink nem rossz emberek - sokkal inkább rossz eszmék. Jelenlegi társadalmunk hat évtizede tartó tömeges, az erkölcs bomlasztását szolgáló kampány áldozatává vált, amely a technológia és az élet ellen irányul, különböző elnevezésekkel, mint például "egzisztenciális kockázat", "fenntarthatóság", "ESG", "Fenntartható Fejlődési Célok", "társadalmi felelősségvállalás", "stakeholder kapitalizmus", "elővigyázatosság elve", "bizalom és biztonság", "technológiai etika", "kockázatkezelés", "nemnövekedés", "a növekedés határai".
Számos tudományos szakember különböző keretrendszereket javasolt a polikrízis megértésével és annak kezelésével kapcsolatban. Egyesek szerint alapjaiban meg kellene változtatni az emberiség modernitásról való gondolkodását és egy olyan átmenetre lenne szükség, amely fenntarthatóbb és igazságosabb életmódot biztosít mindenki számára. Ez magában foglalja az őslakos kultúrák természettel kapcsolatos bölcsességeinek alkalmazását, a gazdasági rendszerek újragondolását és a természethez való mélyebb kapcsolódás előtérbe helyezését.

## Fordítás
Ez a szócikk részben vagy egészben  a   Polycrisis című angol Wikipédia-szócikk ezen változatának fordításán alapul.  Az eredeti cikk szerkesztőit annak laptörténete sorolja fel. Ez a jelzés csupán a megfogalmazás eredetét és a szerzői jogokat jelzi, nem szolgál a cikkben szereplő információk forrásmegjelöléseként.